# XX Андромеды
XX Андромеды (лат. XX Andromedae) — двойная звезда в созвездии Андромеды на расстоянии приблизительно 4693 световых лет (около 1439 парсеков) от Солнца. Видимая звёздная величина звезды — от +11,13m до +10,08m.

## Характеристики
Первый компонент — жёлто-белая пульсирующая переменная звезда типа RR Лиры (RRAB) спектрального класса A8-F6, или A2, или F2. Масса — около 2,787 солнечных, радиус — около 8,189 солнечных, светимость — около 82,824 солнечных. Эффективная температура — около 6360 K.
Второй компонент — красный карлик спектрального класса M. Масса — около 147,07 юпитерианских (0,1404 солнечной). Орбитальный период — около 60,9 года*. Удалён на 2,105 а.е..